# 八木宿
八木宿（やぎじゅく）は、日光例幣使街道の8番目の宿場。現在の栃木県足利市福居町八木。宿場の周りに8本の松があったことより八木の地名が付いた。八木節ゆかりの地である。

## 概要
1845年時点では96戸542人で、例幣使街道の宿場町の中ではごく小規模なものであった。
本陣・脇本陣は設置されていた。本陣は寺山家がつとめ、屋号は千代本を名乗った。しかし公家諸大名の宿泊は稀であったとされる。一般庶民階級は、公家諸大名が宿泊する宿場町を避ける傾向があったことから、一般旅行者を主たる対象とする宿場町であったとされる。

## 最寄駅
- 東武鉄道伊勢崎線 福居駅

## 隣の宿
日光例幣使街道
太田宿 - 八木宿 - 梁田宿